# Rhaphium hirtimanum
Rhaphium hirtimanum är en tvåvingeart som beskrevs av Van Duzee 1933. Rhaphium hirtimanum ingår i släktet Rhaphium och familjen styltflugor.
Artens utbredningsområde är Oregon. Inga underarter finns listade i Catalogue of Life.